# Oliver Solberg
Oliver Solberg (Fredrikstad, Noruega; 23 de setembre de 2001) és un pilot de ral·li suec que disputa el Campionat Mundial de Ral·lis, tot i que també ha pres part a proves del Campionat d'Europa de Ral·lis i del Campionat de l'Àfrica de Ral·lis.
És fill de Petter Solberg, campió mundial de ral·lis de l'any 2003. Malgrat néixer a Noruega i que el seu pare sigui noruec, Oliver Solberg te nacionalitat sueca, com la seva mare Pernilla Walfridsson.

## Trajectòria

### Inicis
Solberg s'inicia de forma professional als ral·lis amb 15 anys, l'any 2017, disputant la categoria R2 del Campionat de Letònia de Ral·lis amb un Peugeot 208 R2, havent de cedir el volant al seu copilot per desplaçar-se fins als trams de competició. Solberg disputaria durant dues temporades la categoria R2 del campionat letó, aconseguint algunes victòries.

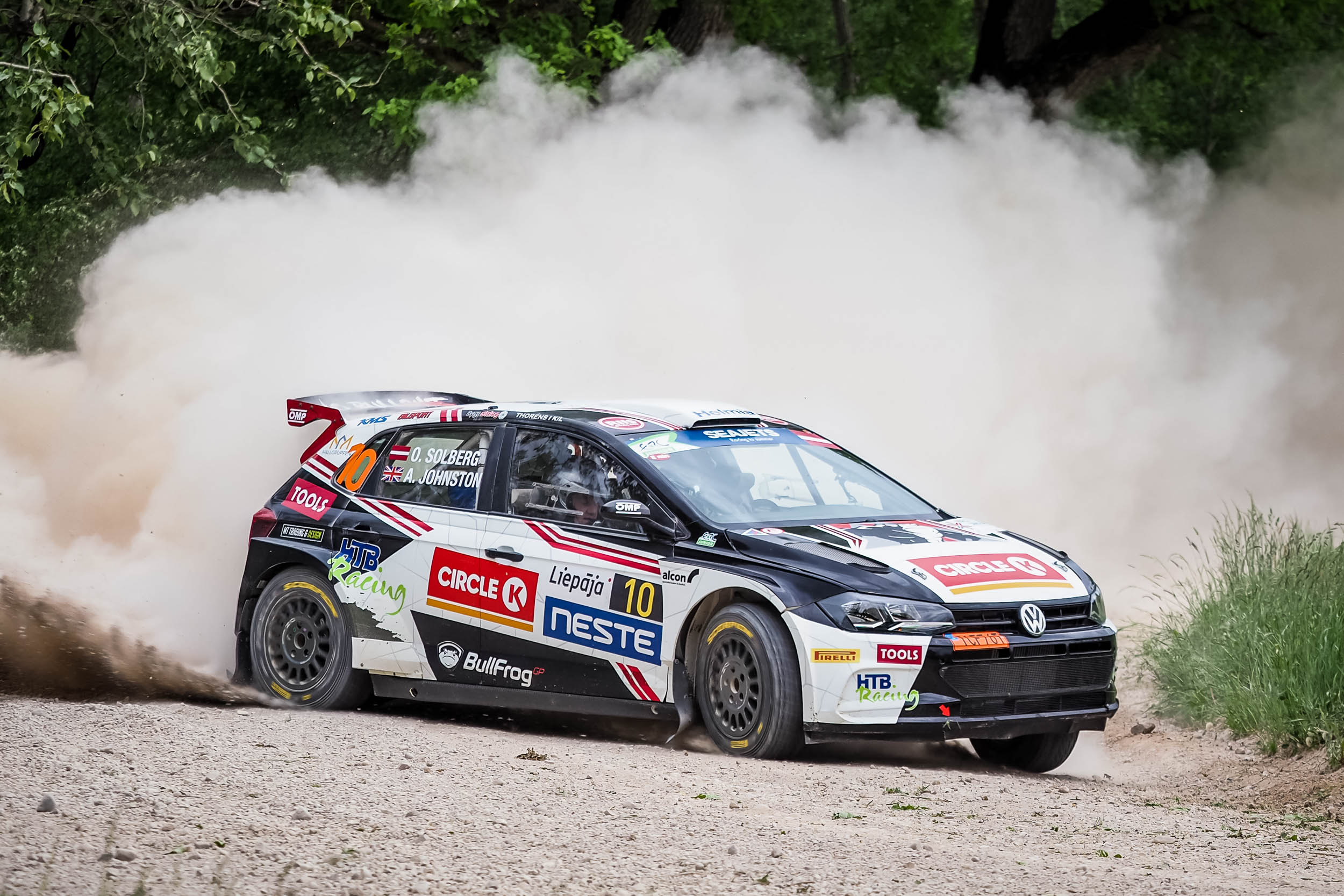
Solberg al Ral·li Liepāja del 2019.

Finalment, l'any 2019 podria fer el salt a la categoria R5 amb un Volkswagen Polo GTI R5, alçant-se amb el títol nacional i aconseguint la victòria absoluta al Ral·li Liepāja, que també formava part del Campionat d'Europa de Ral·lis. Aquell any també disputà diverses proves del Campionat de l'Àfrica de Ral·lis amb un Subaru Impreza WRX STI, guanyant en tres ral·lis i també guanyaria el Ral·li Olympus nord-americà, novament a bord del Subaru. Finalment, aquell any 2019 debutaria al Campionat Mundial de Ral·lis en disputar el Ral·li de Gal·les amb el Volkswagen Polo GTI R5.
La temporada 2020, malgrat les dificultats de la pandèmia de covid-19, Solberg disputa la temporada completa de la categoria WRC 3 del Mundial combinant el seu propi Volkswagen Polo GTI R5 amb un Skoda Fabia R5 Evo del equip Skoda Motorsport, finalitzant quart de la categoria amb una victòria al Ral·li d'Estònia. En paral·lel també disputaria amb aquesta combinació de vehicles el Campionat europeu, repetint victòria al Ral·li Liepāja i finalitzant subcampió continental absolut, tan sols superat per Aleksei Lukianiuk, si bé si que guanyaria la categoria júnior.

### Hyundai (2021-2022)
La temporada 2021, Solberg s'incorpora a l'equip oficial Hyundai WRT, on disputarà proves dins de la categoria WRC 2 i proves a la màxima categoria, tenint com a millor resultat de l'any un cinquè lloc al Ral·li de Monza. Aquest rol es repetirà a la temporada 2022, on la relació entre pilot i equip no serà la ideal, anunciant el fabricant coreà que no compta amb el pilot suec pel 2023 abans d'acabar la temporada. El seu millor resultat seria un quart lloc al Ral·li d'Ypres belga.

### Škoda (2023-2024)
Després del seu pas per Hyundai, el pilot suec recala a les files de Škoda (mitjançant l'equip Toksport WRT) per disputar, principalment, la categoria WRC2 amb un Škoda Fabia RS Rally2, aconseguint dues victòries i finalitzant el campionat en sisena posició. Durant el Ral·li de Portugal perd el lideratge a la categoria per ser sancionat per fer piruetes amb el seu vehicle en acabar un tram d'espectacle, sanció a la qual el pilot respongué que la dedicava a l'afició. D'aquest any també caldria destacar que amb un Volkswagen Polo GTI R5 guanya el Royal Ral·li de Suècia, puntuable pel Campionat d'Europa de Ral·lis.
La següent temporada, aconsegueix acabar en cinquena posició absoluta del Ral·li de Suècia, guanyant, evidentment, dins de la seva categoria. Malgrat dues victòries més a la categoria, Solberg finalitza com a subcampió del WRC 2, per darrere de Sami Pajari. Novament disputa i guanya el Royal Ral·li del Campionat d'Europa.

### Toyota (2025-actualitat)
La temporada 2025 s'incorpora a Toyota Gazoo WRT amb la finalitat de lluitar de nou pel títol de WRC2 amb un Toyota GR Yaris Rally2, no obstant, te l'oportunitat de debutar a la màxima categoria com a quart pilot del equip al Ral·li d'Estònia amb un Toyota GR Yaris Rally1, aconseguint sorprenentment la victòria, una victòria històrica que a més a més suposava la victòria número 100 del equip Toyota al Mundial de ral·lis.

## Palmarès
- Campionat de Letònia: 2019
- Campionat d'Europa júnior: 2020

## Victòries al WRC
| # | Ral·li           | Any  | Copilot           | Vehicle                |
| - | ---------------- | ---- | ----------------- | ---------------------- |
| 1 | Ral·li d'Estònia | 2025 | Elliott Edmondson | Toyota GR Yaris Rally1 |